# Filastin
Filastin, en ocasiones transcrito como Falastin, (en árabe: فلسطين‎) fue un periódico palestino en lengua árabe. Fundado en 1911 en Jaffa, Filastin empezó como una publicación semanal y fue evolucionando hasta convertirse en uno de los diarios más influyentes de Palestina durante la dominación otomana y el Mandato británico.
Como el periódico más influyente de Palestina, su tirada era aproximadamente de unos 3.000 ejemplares al día durante 1929, el año en el que se convirtió en diario. Aunque se trata de una cifra modesta, era casi el doble de la de su competidor más cercano. Sin embargo, el liderazgo de Filastin se vio cuestionado en 1934 por la aparición de Al-Difa', también radicado en Jaffa, que pronto le superó en tirada. Ambos diarios fueron mejorando constantemente y su competición marcó la vida pública palestina hasta 1948.
Filastin había sido fundado por Issa El-Issa, a quien se unió el primo de su padre Yousef El-Issa. Ambos eran cristianos palestinos y se oponían tanto al sionismo como a la administración británica. El primer foco del diario se puso en el conflicto entre los cristianos árabes y el hegemónico clero griego en la Iglesia ortodoxa de Jerusalén. También se convirtió en el más fiero y persistente crítico del movimiento sionista, al que denunciaba como una amenaza para la población palestina. Filastin ayudó a dar forma a la identidad nacional palestina y fue clausurado en numerosas ocasiones tanto por las autoridades otomanas como por las británicas, en la mayor parte de los casos tras quejas realizadas por los sionistas. 
La redacción de Filastin se vio obligada a huir de Jaffa durante la guerra árabe-israelí de 1948 y la consiguiente Nakba, la expulsión o huida de más de 700.000 palestinos de sus tierras y hogares ante el avance de las tropas israelíes. Se reubicó en Jerusalén Este, en la actual Cisjordania, que por aquel entonces se encontraba bajo control jordano. El diario continuó su tirada hasta 1967, cuando anunció su fusión con Al-Manar para producir el periódico Ad-Dustuor, con sede en Amán (Jordania), que todavía sigue publicándose a día de hoy.

## Historia

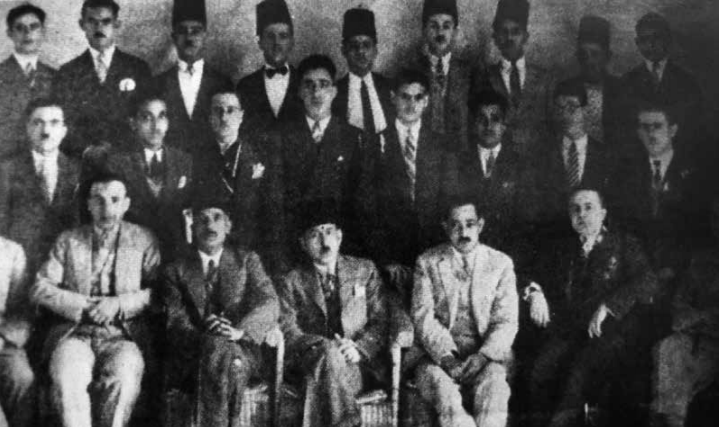
Editores y periodistas de Filastin en 1913. Sus fundadores Issa y Yousef el-Issa aparecen sentados en primera fila.

Filastin nació el 14 de enero de 1911 y fue creado por Issa El-Issa y Yousef El-Issa, dos primos cristianos palestinos de la ciudad costera de Jaffa, en Palestina. Fue uno de los muchos diarios que surgieron en la zona tras la revolución de los Jóvenes Turcos en el Imperio otomano en 1908, que eliminó la censura en la prensa. El periódico se centró en sus comienzos en el renacimiento ortodoxo, un movimiento que trataba de debilitar la hegemonía clerical griega sobre el Patriarcado Ortodoxo de Jerusalén para poder así dedicar sus enormes recursos financieros a mejorar la educación de los cristianos en Palestina. El periódico también trataba sobre temas como la modernización, las reformas y la mejora de las condiciones de vida de los campesinos. Su ámbito geográfico se centraba en el Mutasarrifato de Jerusalén y aportaba sobre todo noticias de Jaffa y Jerusalén, aunque también hablaba de Hebrón, Jericó y Gaza entre otras ciudades palestinas. Su ámbito se expandió a partir de 1913 para incluir también el resto de Palestina.
Issa El-Issa, licenciado por la Universidad Americana de Beirut, había trabajado en varios sitios antes de crear Filastin. Pertenecía a una familia palestina conocida por su "intelecto, política y literatura". Su familia no dependía económicamente de las obras benéficas del Patriarcado de Jerusalén porque había invertido en olivares y en el comercio de jabón. El primo de Issa, Hanna El-Issa, fue editor de Al-Asma'i, una revista que se publicó por primera vez en Jerusalén el 1 de septiembre de 1908 y que tuvo una vida bastante corta. Se sabe mucho menos de la vida del hermano de Hanna, Yousef, que fue editor en jefe de Filastin entre 1911 y 1914. Durante la Primera Guerra Mundial, tanto Issa como Yousef se exiliaron a Anatolia. Issa se convirtió en el jefe de la corte real del rey Faisal después del establecimiento del Reino Árabe de Siria en 1920. Cuando el reino fue derrotado por las fuerzas francesas ese mismo año, Issa regresó a Jaffa, donde se le permitió volver a publicar Falastin en 1921. El hijo de Issa, Raja El-Issa, asumió la publicación del periódico a partir de 1938.

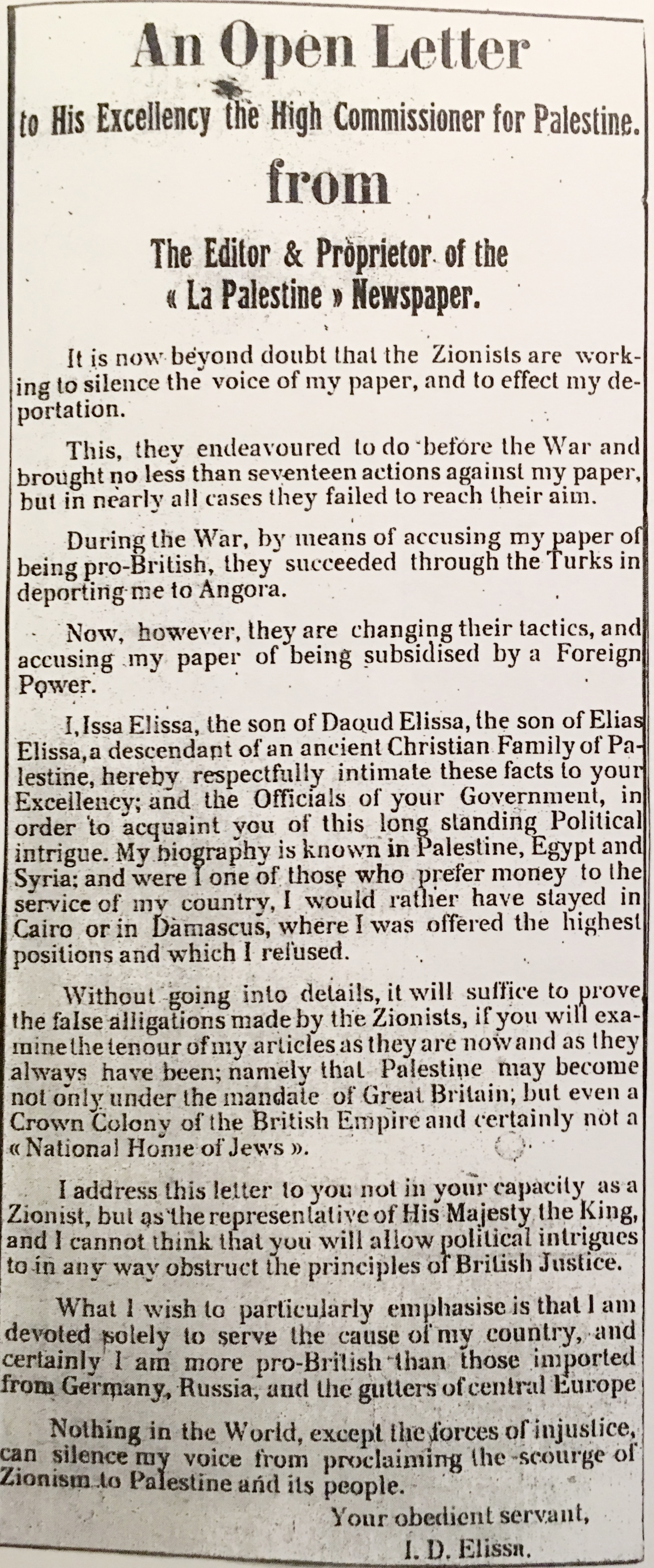
Carta abierta de Issa El-Issa a Herbert Samuel en 1922.

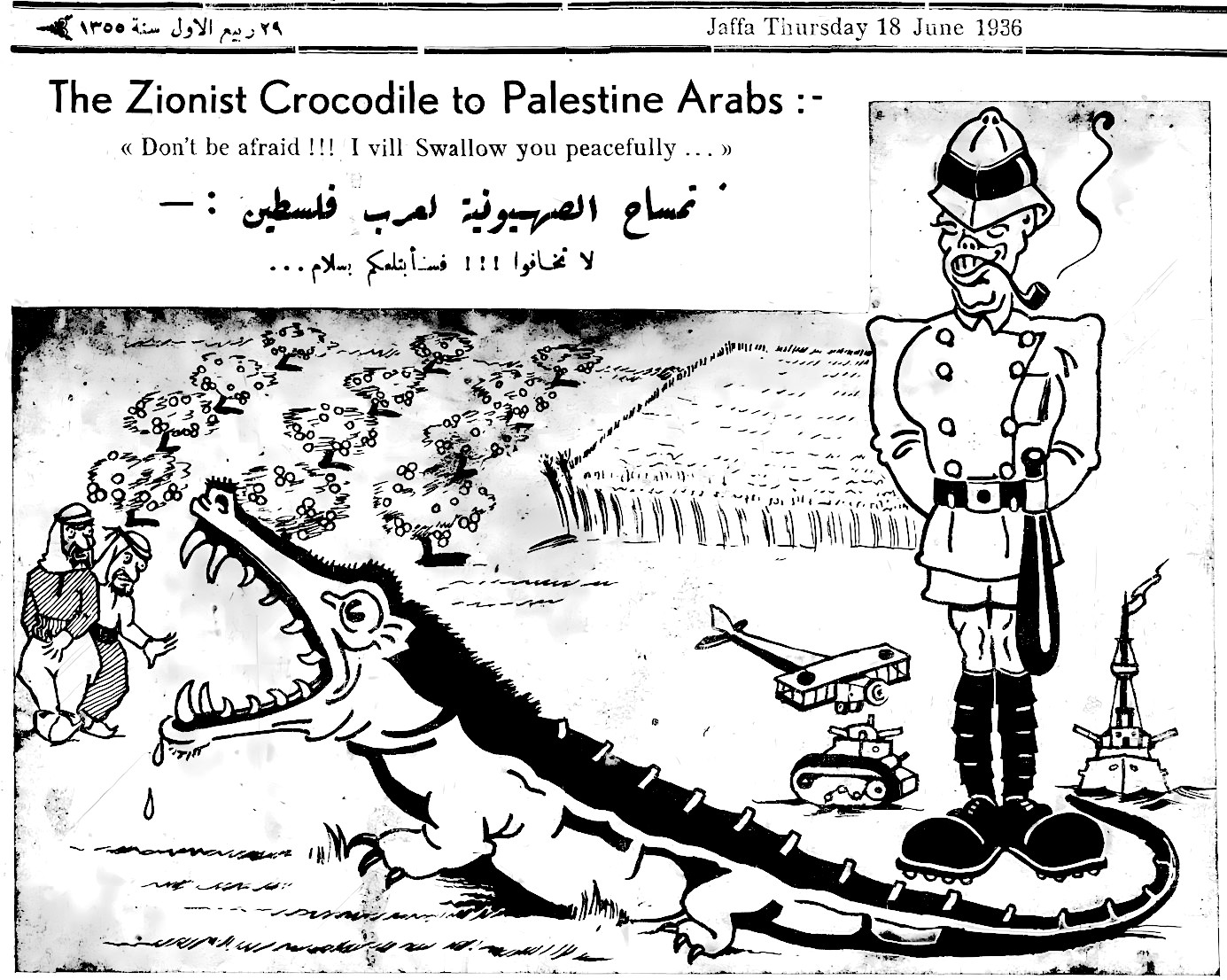
Edición del 18 de junio de 1936 que muestra al sionismo como un cocodrilo bajo la protección de un agente británico que les dice a los palestinos: "¡No tengáis miedo! Os tragará pacíficamente...".

Debido a la censura del Imperio Otomano y del Mandato británico de Palestina, las publicaciones de Filastin fueron suspendidas en más de 20 ocasiones. En 1914, Filastin fue clausurada por las autoridades otomanas tras haber criticado al mutasarrif en noviembre del año anterior, así como en otra ocasión por un comentario que las autoridades británicas resumieron de la siguiente manera: "una amenaza indefinida y fulminante de que, cuando los ojos de la nación se abriesen ante los peligros hacia los que se encaminaba, se erigiría como una inundación estruendosa y como un incendio incontenible y entonces habría problemas para los sionistas."
Siguiendo esta primera suspensión en 1914, Filastin publicó una circular en la que respondía a las acusaciones del gobierno, que afirmaba que estaba "sembrando la discordia entre los elementos del Imperio"; en esta circular declaró que no es lo mismo un "sionista" que un "judío" y describió a los primeros como "un partido político cuyo objetivo es restaurar Palestina a su nación y concentrarse en ella, y quedársela en exclusiva para ellos". El diario tenía el apoyo de notables musulmanes y cristianos y un juez acabó anulando la suspensión bajo la premisa de la libertad de prensa.
Después de que se permitiese de nuevo la publicación del diario, Issa El-Issa escribió en un editorial que "los sionistas todavía ven este periódico con desconfianza y lo consideran el mayor escollo que merma sus objetivos e informa al pueblo de sus aspiraciones y de lo que se debate en sus congresos, de lo que sus dirigentes declaran y de lo que sus diarios y revistas publican." Frente a un tribunal otomano se defendió a sí mismo recordando que "cuando dijimos 'sionistas' nos referíamos a la organización política con sede en Europa que tiene por objetivo la colonización de Palestina, la usurpación de sus tierras y su transformación en una patria judía". También enfatizó su actitud positiva hacia los judíos, a los que ya había llamado previamente "hermanos". El tribunal aceptó los argumentos de Issa y Yousef después de que este último hubiese testificado en favor de su primo Issa. El diario Al-Karmil informó de que las multitudes que aguardaban tanto en el interior como en el exterior del juzgado rompieron en aplausos cuando se pronunció el veredicto, y de que "señales de enfado aparecieron en las caras de los sionistas de la misma manera que señales de alegría se hicieron visibles en las caras de los nativos." El consulado francés informó de que multitudes jubilosas habían llevado a los editores en hombros tras la conclusión del juicio.

## Cobertura de noticias deportivas

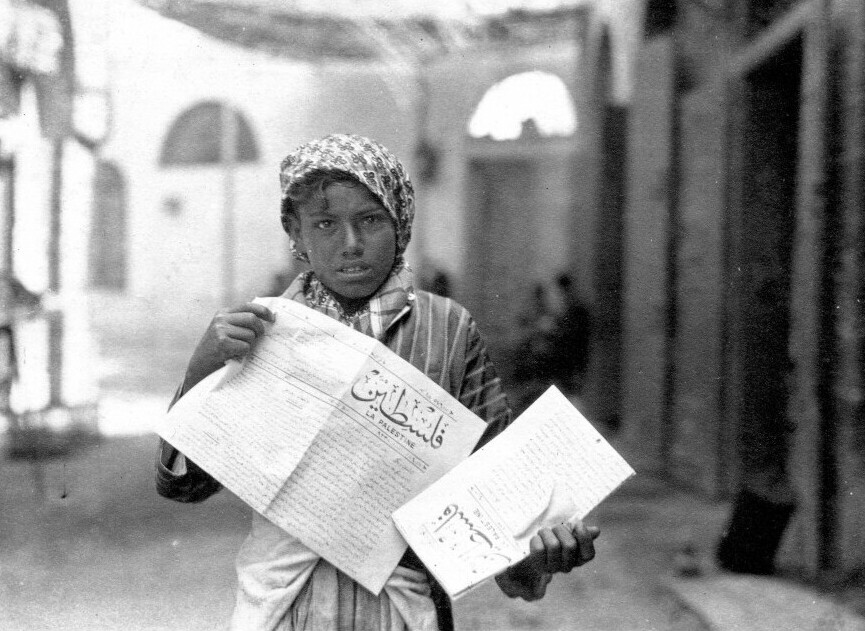
Vendedor callejero de Filastin en Jaffa (1921).

La creación de Filastin en 1911 se considera la piedra angular del periodismo deportivo en la Palestina otomana. En realidad no resulta una coincidencia que el diario más activo de su tiempo fuese también el pionero en acontecimientos deportivos. La cobertura de los eventos deportivos realizada por Filastin en la Palestina otomana ayudó a dar forma a la conciencia nacional palestina, conectando aldeas y ciudades, construyendo un nacionalismo palestino y profundizando en su intento de mantener una identidad nacional palestina.

## Rivalidad entre clanes: Nashashibi y Husseini
Sobre la rivalidad entre los clanes familiares palestinos de los Nashashibi y los Husseini en el Mandato británico de Palestina, una editorial de Filastin comentaba en los años veinte: 

Un espíritu de enfrentamiento entre facciones ha penetrado en la mayoría de niveles de la sociedad; uno puede verlo entre periodistas, aprendices y entre las bases. Si le preguntas a cuaquiera a quién apoya, te responderá con orgullo que a los Husseini o a los Nashashibi, o (...) comenzará a derramar su ira sobre la facción contraria de una manera más que repulsiva.

## Carta de Albert Einstein

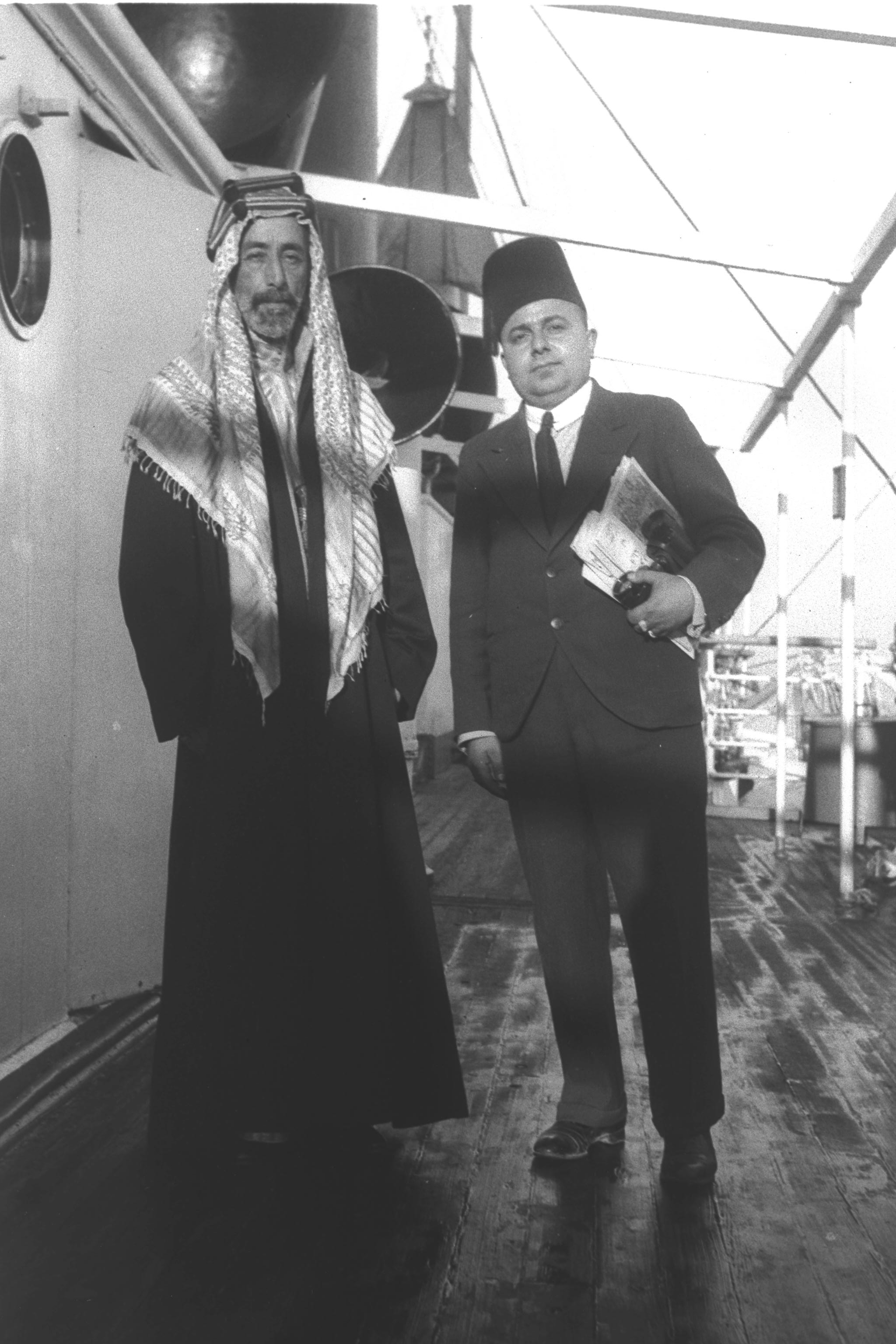
Daoud El-Issa con el rey Ali bin Hussein del Hiyaz, en el puerto de Jaffa, 7 de noviembre de 1933.

El 28 de enero de 1930, Albert Einstein envió una carta al director del diario Filastin, Issa El-Issa.
Cualquiera que, como yo mismo, haya cultivado desde hace muchos años la convicción de que la humanidad del futuro debe ser construida sobre una íntima comunidad de naciones, y de que el nacionalismo agresivo debe ser erradicado, podrá ver un futuro para Palestina sólo sobre la base de la cooperación pacífica entre los dos pueblos que se sienten en casa en esta tierra. Por este motivo esperaría que el gran pueblo árabe muestre un aprecio más sincero por la necesidad que los judíos sienten de reconstruir su hogar nacional en la antigua sede del judaísmo; habría esperado que mediante esfuerzos comunes se hubiesen encontrado maneras y medios para hacer posible un amplio asentamiento judío en el país. Estoy convencido de que la devoción del pueblo judío hacia Palestina beneficiará a todos los habitantes del país, no solo materialmente, sino también en un sentido cultural y nacional. Creo que el renacimiento árabe en la vasta expansión de terreno ahora ocupado por los árabes solo puede beneficiarse de la compasión por los judíos. Agradecería la creación de una oportunidad para un debate absolutamente libre y franco sobre esta posibilidad, ya que creo que los dos grandes pueblos semíticos, cada uno de los cuales ha contribuido con algo duradero a la civilización occidental, pueden tener un gran futuro en común, y que en lugar de enfrentarse con una enemistad estéril y una desconfianza mutua, deberían apoyar las empresas culturales y nacionales del otro y deberían buscar la posibilidad de una cooperación comprensiva. Creo que aquellos que no se involucran activamente en la política deberían, por encima de todo, contribuir a la creación de una atmósfera de confianza.
Deploro los trágicos acontecimientos del pasado agosto no solo porque revelaron la naturaleza humana en sus más bajos aspectos, sino también porque han distanciado a ambos pueblos y han dificultado temporalmente su acercamiento mutuo. Pero deben permanecer unidos a pesar de todo.

## El Centenario deFilastin
El "Centenario de Filastin" fue una conferencia celebrada en Amán, Jordania, en 2011. Veinticuatro investigadores y académicos locales e internacionales analizaron la contribución de Filastin al Oriente Medio del siglo XX en una conferencia de dos días organizada por el Centro de Investigaciones sobre Oriente Medio de la Universidad de Columbia. La conferencia destacó la conexión cultural jordana con Palestina mediante una serie de artículos de Filastin que presentaban ciudades y noticias jordanas. El fundador del diario, Issa El-Issa, era un amigo cercano de la familia hachemí, y Filastin cubrió noticias de los hachemitas desde Husayn ibn Ali a sus hijos, el rey Fáysal I de Irak y el rey Abd Allah I de Jordania, así como de su nieto, el rey Talal I de Jordania. El diario informaba de las relaciones entre el rey Abd Allah y los dirigentes y habitantes de Palestina, documentaba cada viaje realizado a una ciudad palestina y cada postura adoptada en favor de Palestina y en contra del sionismo. Los corresponsales del diario en Jordania llegaron a entrevistar al rey en el Palacio de Raghadan.

## Galería

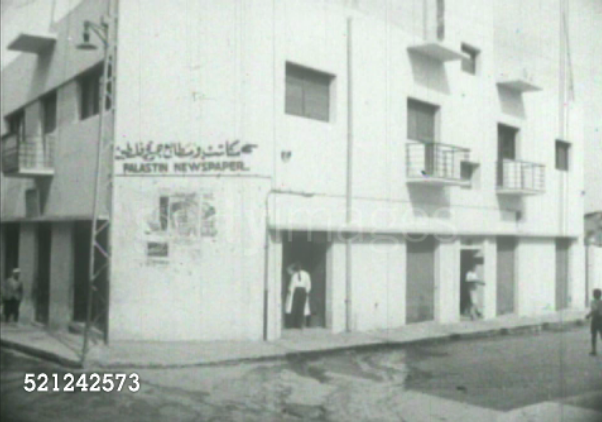
Sede de Filastin en el barrio de Ajami, en Jaffa (1938).
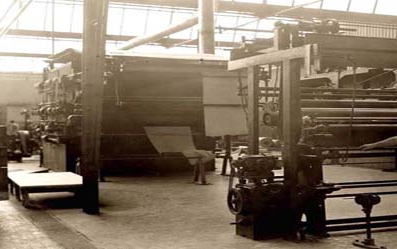
Sede de Filastin en Jerusalén (años cincuenta).